# Stef de Wijs
Stef de Wijs (Made, 16 juni 2003) is een Nederlands voetballer die uitkwam voor NAC Breda. Sinds 2024 komt hij uit voor de Belgische amateurclub Hoogstraten VV.

## Carrière

### Jeugd
De Wijs begon met voetballen bij Madese Boys, waarna hij in 2014 de overstap maakte naar de jeugdafdeling van profclub NAC Breda.

### NAC Breda
Op 2 juli 2022 maakte De Wijs zijn officieuze debuut voor NAC Breda in een oefenwedstrijd tegen zijn oude club Madese Boys. In september 2022 tekende De Wijs zijn eerste profcontract bij NAC Breda.
Op 19 oktober 2022 maakte De Wijs zijn officiële debuut voor NAC Breda in de 1e ronde in het bekertoernooi voor de KNVB Beker tegen USV Hercules. 
Op 22 oktober 2022 maakte De Wijs zijn officiële debuut in de Eerste divisie in de met 0-3 gewonnen uitwedstrijd tegen FC Dordrecht. In november 2022 liep hij een hamstringblessure op.
Nadat in 2024 het contract van De wijs niet werd verlengd bij NAC Breda maakte hij de overstap naar de amateurclub Hoogstraten VV in België.

## Clubstatistieken
| Seizoen | Club      | Competitie     | Competitie | Competitie | Beker | Beker | Overig | Overig | Internationaal | Internationaal | Totaal | Totaal |
| Seizoen | Club      | Competitie     | Wed.       | Dlp.       | Wed.  | Dlp.  | Wed.   | Dlp.   | Wed.           | Dlp.           | Wed.   | Dlp.   |
| ------- | --------- | -------------- | ---------- | ---------- | ----- | ----- | ------ | ------ | -------------- | -------------- | ------ | ------ |
| 2022/23 | NAC Breda | Eerste divisie | 5          | 0          | 1     | 0     | 0      | 0      | -              | -              | 6      | 0      |
| 2023/24 | NAC Breda | Eerste divisie | 0          | 0          | 0     | 0     | 0      | 0      | -              | -              | 0      | 0      |
| Totaal  | Totaal    | Totaal         | 5          | 0          | 1     | 0     | 0      | 0      | 0              | 0              | 6      | 0      |

Bijgewerkt t/m 1 mei 2025.